# Giacomo Carissimi
Giacomo Carissimi (Marino, 1605. április 18. előtt – Róma, 1674. január 4.) olasz barokk zeneszerző, a zenetörténetben római iskolának nevezett irányzat egyik legjelentősebb képviselője és vezéregyénisége, az oratórium műfajának első igazán jelentős mestere.

## Életpályája
Életútjával kapcsolatban sok mindent nem tudnak a zenetörténészek biztosan. Édesapja Maico Carissimi (1548–1633) kádár volt. 1595-ben vette feleségül a zeneszerző anyját, Liviát (1565–1622). 7 gyermekük közül Giacomo volt a legfiatalabb, aki Marinóban született, nem messze Rómától. Tudjuk, hogy 1605. április 18-án keresztelték meg, születési dátumáról azonban nincs pontos, megbízható adatunk. A legvalószínűbb az, hogy néhány napos korában keresztelték meg. Ugyanakkor az sem teljesen lehetetlen, hogy korábban, akár még az előző évben született, de ennél korábbi születési időt a kutatók nem feltételeznek. [forrás?]
Arról már biztosan lehet tudni, hogy Tivoli városában tanult énekelni és orgonálni, majd a város katedrálisában működött. Ezután „maestro di capella” lett Assisiben, a San-Ruffino katedrálisban 1628 és 29 között, majd Rómában telepedett le, ahol a Collegio germanico kápolnájában működött kórusmesterként. Haláláig ezt a posztot töltötte be, annak ellenére, hogy számos kedvező állásajánlatot kapott többek között Bécsből és Velencéből. Tanítványai közé tartozott több későbbi neves zeneszerző és zenész, többek között Alessandro Scarlatti és Marc-Antoine Charpentier.
1656-ban találkozott Krisztina svéd királynővel, akinek később több világi zenedarabot komponált, egyébként pozíciójából adódóan elsősorban egyházzenei műveket alkotott. Legtöbb műve nem maradt fent eredeti kéziratban, másolatok őrizték meg őket az utókornak. Befolyásos és igen nagy hírű mester volt, annak ellenére, hogy életének legnagyobb részét Rómában töltötte. Az örök várost még kisebb utazások alkalmából sem igen hagyta el, Itálián kívül nem igazán járt. 1674-ben halt meg.

## Munkássága
Carissimi az oratórium és a kamarakantáta egyik legjelentősebb képviselője volt. 1647-ben komponált egy operát (L’amorose pasioni di Fileno), de ezt leszámítva világi témájú művei kizárólag kantáták. Kb. 145 darab maradt fent a neve alatt ebben a műfajban, de 20 darab szerzősége kétséges. A művek túlnyomós többsége egy szólamra készült, de elvétve akadnak köztük 2 vagy három szólamúak is. A szerző életében mindössze öt mű  jelent meg nyomtatásban. A művel a számozott basszussal kísért kantáta lezáró csúcspontját jelentik. A maguk korában a világi vokális zene mintaképei voltak. Carissimi Luigi Rossi kantáta stílusát fejleszti tovább, több részes formákkal és több fokozattal az ária, arioso és a recitativo között. A darabok témája általában a szerelem, a szövegeket túlnyomó részt másodrangú költők írták. Kantátáiban az érzelmek és indulatok teljes skáláját képes megjeleníteni.
Egyházzenei munkáinak csúcspontjait oratóriumai jelentik. 15 mű maradt az utókorra "oratórium" vagy "história" megnevezéssel a mester névjegye alatt. A darabok 3-11 szólistára íródtak, olykor több kórusra is, a basso continuo kísérethez ritkán két hegedű is társul. A művek a római San Marcello számára készültek, a böjti időszakokban adták őket elő. Általában ószövetségi történeteket, ritkábban újszövetségi példabeszédeket dolgozott fel bennük a szerző, latin nyelven. A néhány olasz nyelvű darab szerzősége erősen vitatott. A megzenésítésnél a szöveg érthetősége áll az előtérben. Az elbeszélő szerepét a változó szólamok vagy a kórus veszi át. Oratóriumai a drámai lamentók és turbák harmonikus egységét képezik. Carissimi ezen művei az első virágkorát élő opera akkori reprezentánsainak méltó párjai voltak. Oratóriumai mellett komponált miséket és motettákat is, de ezek a kor átlag színvonalán mozognak.

## Művei
Latin nyelvű oratóriumok:
- Historia de Jephte
- Judicium Salomonis
- Jonas
- Damnatorum lamentatio
- Balthazar
- Diluvium universale
- Ezechia
- Felicitas beatorum
- Historia divitis
- Historia Davidis et Jonathae
- Historia di Job
- Judicium Dei extremum
- Martyres
- Vir frugi et pater familias
- Vanitas vanitatum

Olasz nyelvű oratóriumok (szerzőségük vitatott):
- Oratorio della santissima vergine
- Oratorio di Daniele profeta

Misék:
- Missa in Sol magg. a 8 voci senza basso continuo (Kyrie, Gloria, Credo)
- Missa in Do magg. a 4 voci
- Missa "sciolto havean de l'alte sponde" a 5 voci e strumenti
- Missa L'homme armé a 8 voci
- Missa ut queant laxis
- Missa a quinque et novem in Do magg.